# 野間大池

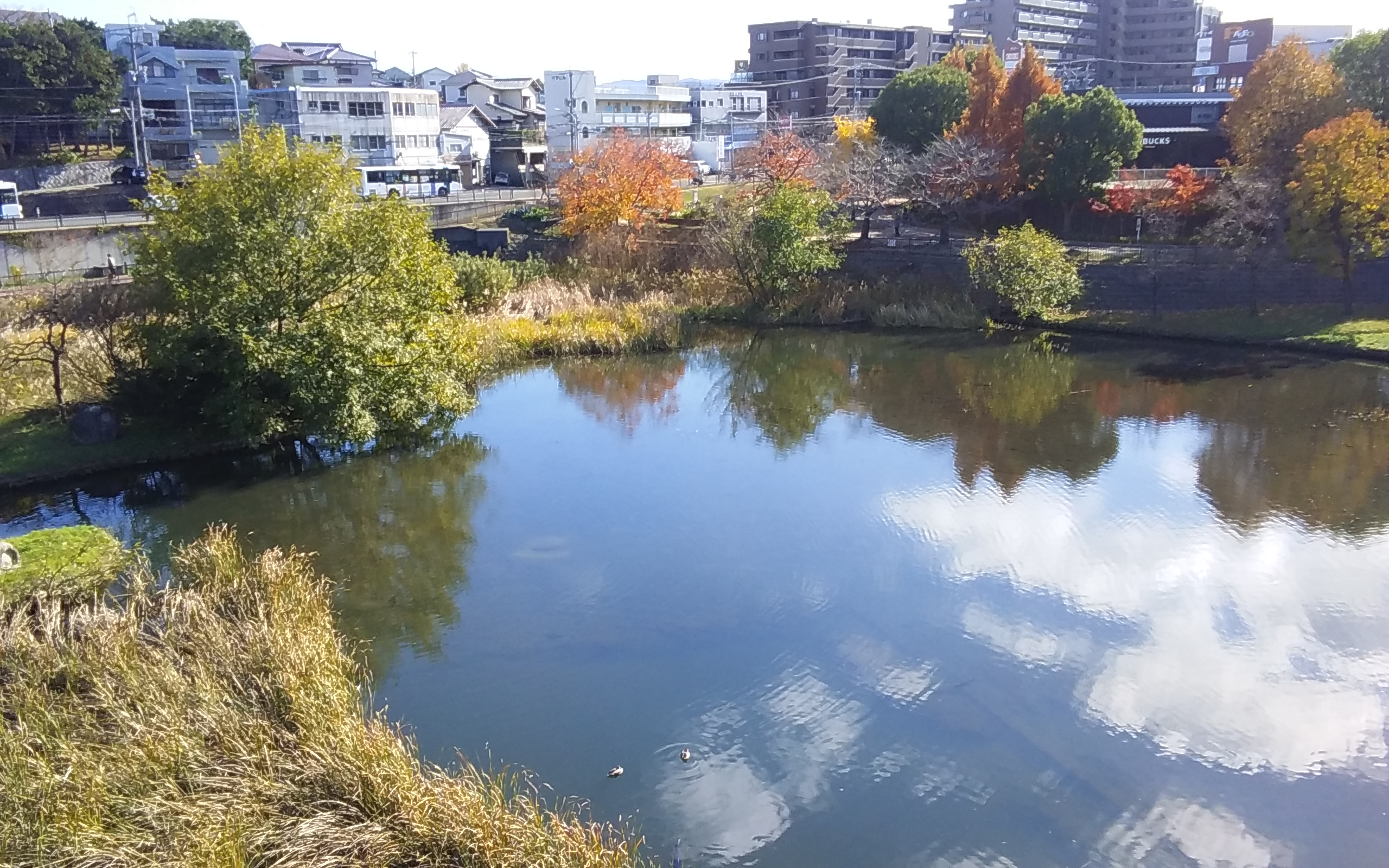
展望台より池を望む

野間大池（のまおおいけ）は、福岡県福岡市南区柳河内1丁目にある治水用の池。

## 概要
福岡市南区の中部に位置する。面積は33,000平方メートルで、福岡市内最大の治水池。
隣にグラウンドを始め、全長900mの遊歩道や桜並木がある野間大池公園が整備され、緑の多い都会のオアシス的存在となっている。また、南側にはマルショクを核テナントとしたショッピングセンターパセオ野間大池がある。

## 周辺環境
- 野間大池公園
- パセオ野間大池
- 大池通り

## アクセス
- 西鉄天神大牟田線高宮駅から徒歩23分（1.9km）
- 「天神大丸前」バス停から西鉄バス151・152系統、もしくは「天神協和ビル前」バス停から西鉄バス51・52・52-1系統に乗車し「野間大池」バス停下車
  - 上記のうち51系統・151系統は「野間大池公園前」バス停も利用可能

## ギャラリー

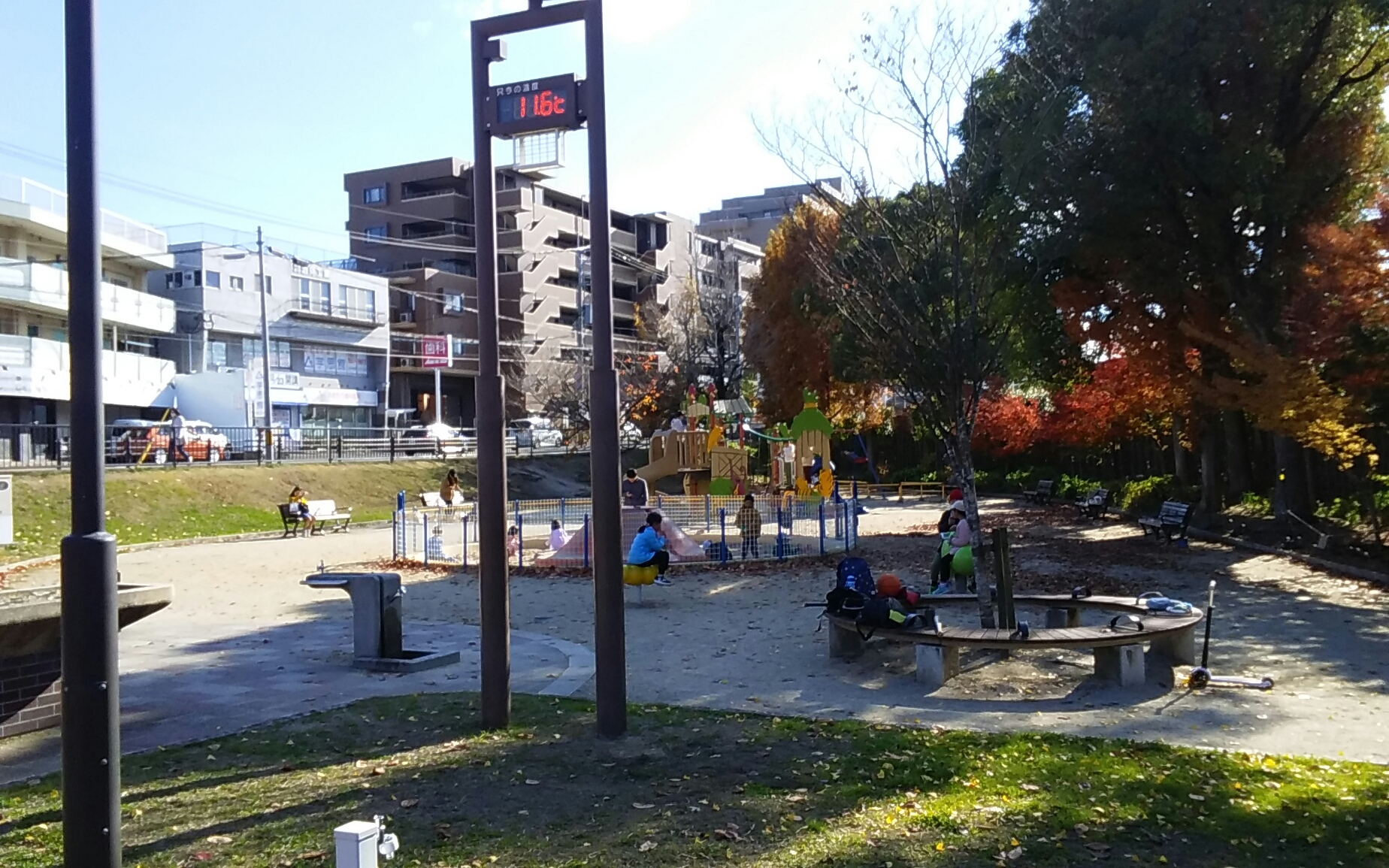
公園の遊具
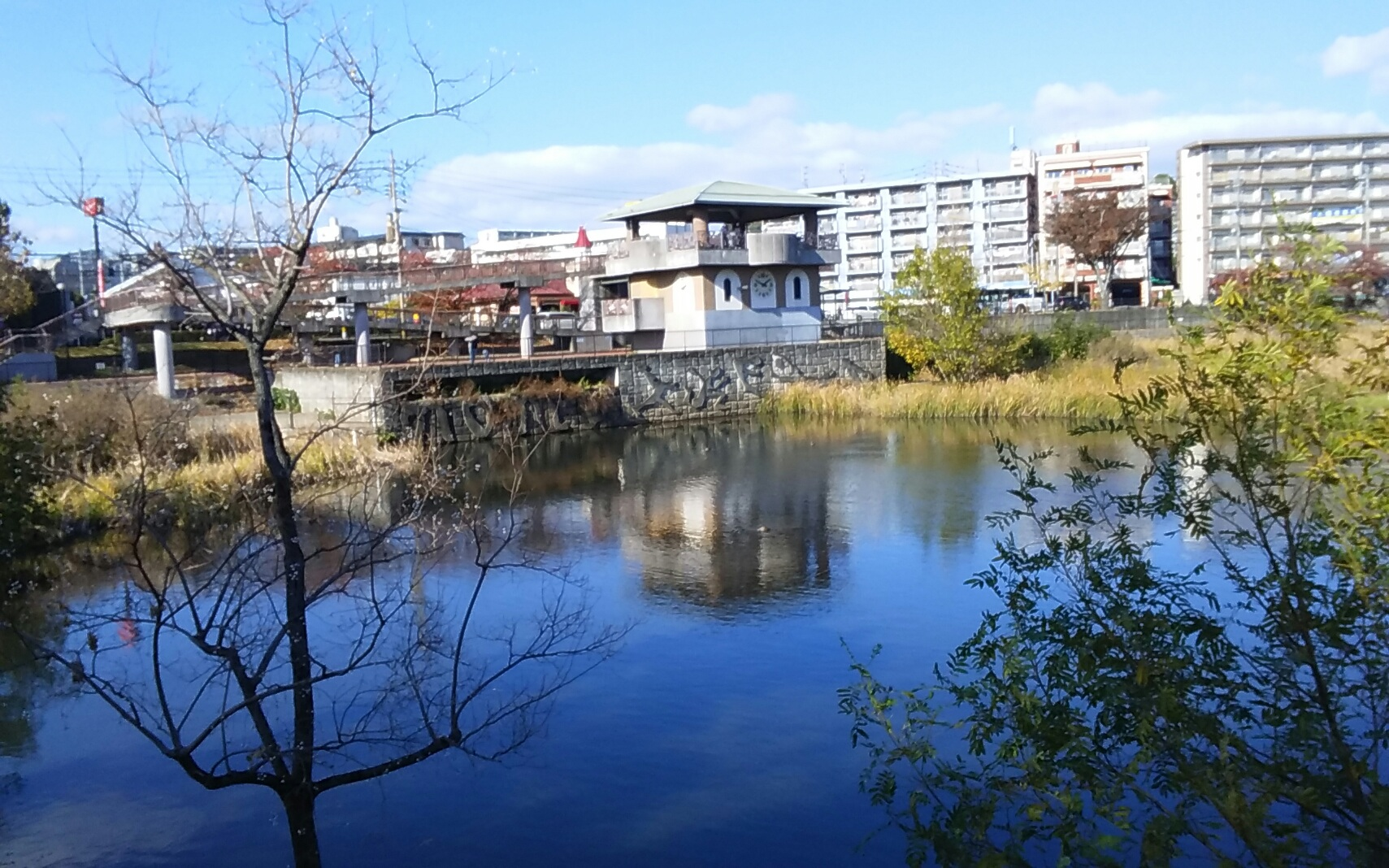
池と展望台
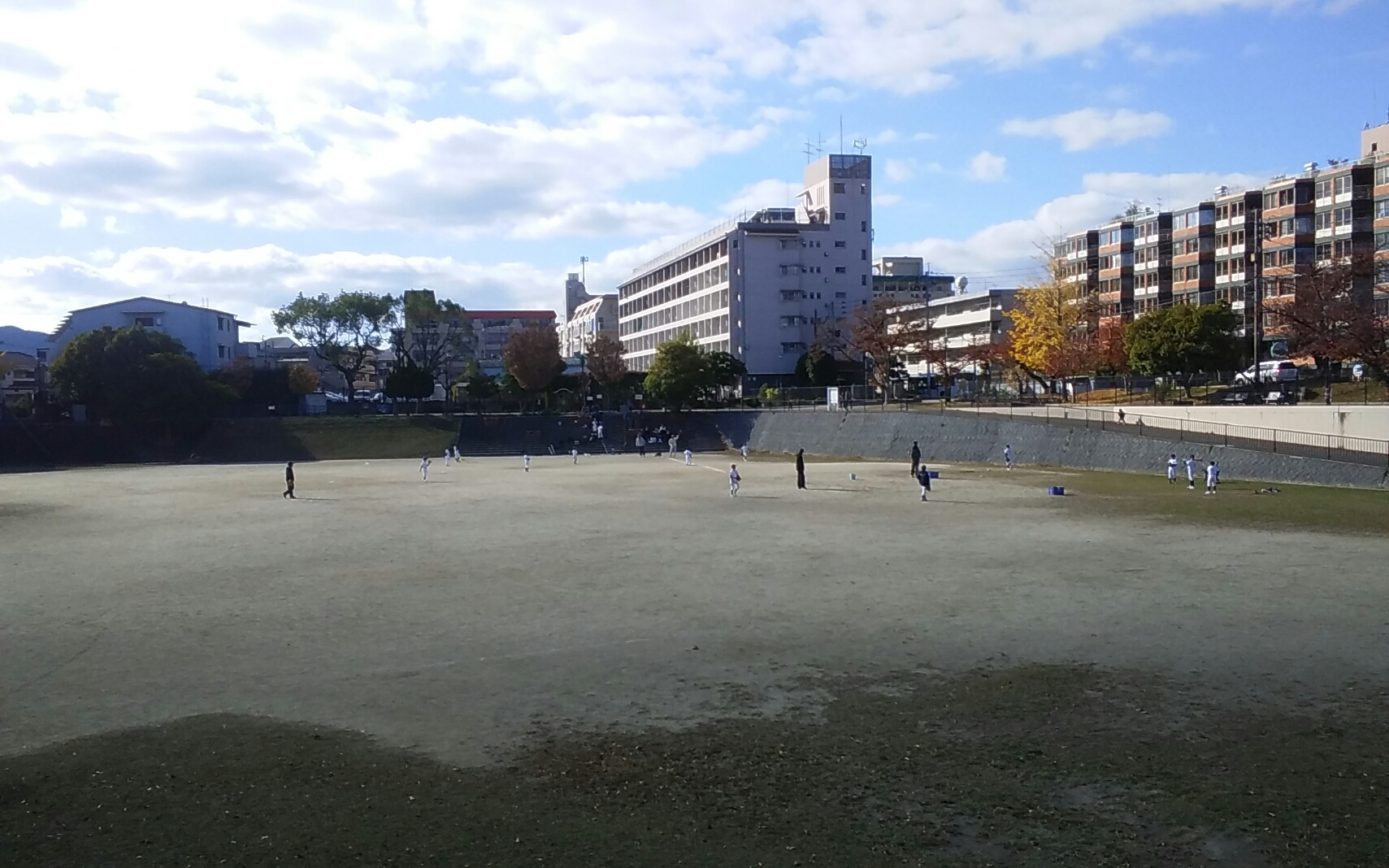
グラウンド

## その他
新庄剛志が小学校6年生のときに自ら創設した少年野球チーム「長丘ファイターズ」は、野間大池公園のグラウンドを練習場としている。